# Samuel B. Cooper

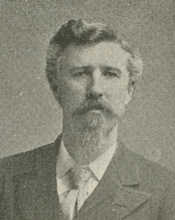
Samuel B. Cooper

Samuel Bronson Cooper (* 30. Mai 1850 bei Eddyville, Caldwell County, Kentucky; † 21. August 1918 in New York City) war ein US-amerikanischer Politiker. Zwischen 1893 und 1909 vertrat er zweimal den Bundesstaat Texas im US-Repräsentantenhaus.

## Werdegang
Noch in seinem Geburtsjahr zog Samuel Cooper mit seinen Eltern nach Woodville in Texas, wo er später die öffentlichen Schulen besuchte. Nach einem anschließenden Jurastudium und seiner 1871 erfolgten Zulassung als Rechtsanwalt begann er ab 1872 in Woodville in diesem Beruf zu arbeiten. Zwischen 1876 und 1880 war er Staatsanwalt im dortigen Tyler County. Gleichzeitig schlug er als Mitglied der Demokratischen Partei eine politische Laufbahn ein. Von 1880 bis 1884 saß er im Senat von Texas. Zwischen 1885 und 1888 leitete er die Steuerbehörde im ersten Finanzdistrikt dieses Staates. Im Jahr 1888 bewarb er sich erfolglos um die Stelle eines Richters.
Bei den Kongresswahlen des Jahres 1892 wurde Cooper im zweiten Wahlbezirk von Texas in das US-Repräsentantenhaus in Washington, D.C. gewählt, wo er am 4. März 1893 die Nachfolge von John B. Long antrat. Nach fünf Wiederwahlen konnte er bis zum 3. März 1905 sechs Legislaturperioden im Kongress absolvieren. In diese Zeit fiel der Spanisch-Amerikanische Krieg von 1898. Im Jahr 1904 verlor Cooper gegen Moses L. Broocks. Bei den Wahlen des Jahres 1906 wurde er erneut im zweiten Distrikt seines Staates in den Kongress gewählt, wo er am 4. März 1907 Broocks wieder ablöste. Bis zum 3. März 1909 konnte er eine weitere Amtszeit im Kongress verbringen. Im Jahr 1908 wurde er nicht wiedergewählt.
Nach dem Ende seiner Zeit im US-Repräsentantenhaus wurde er im Jahr 1910 Mitglied im Gutachterausschuss der Hafenverwaltung von New York. Dort ist er am 21. August 1918 auch verstorben. Er wurde in Beaumont beigesetzt.